# Franz von Roggenbach

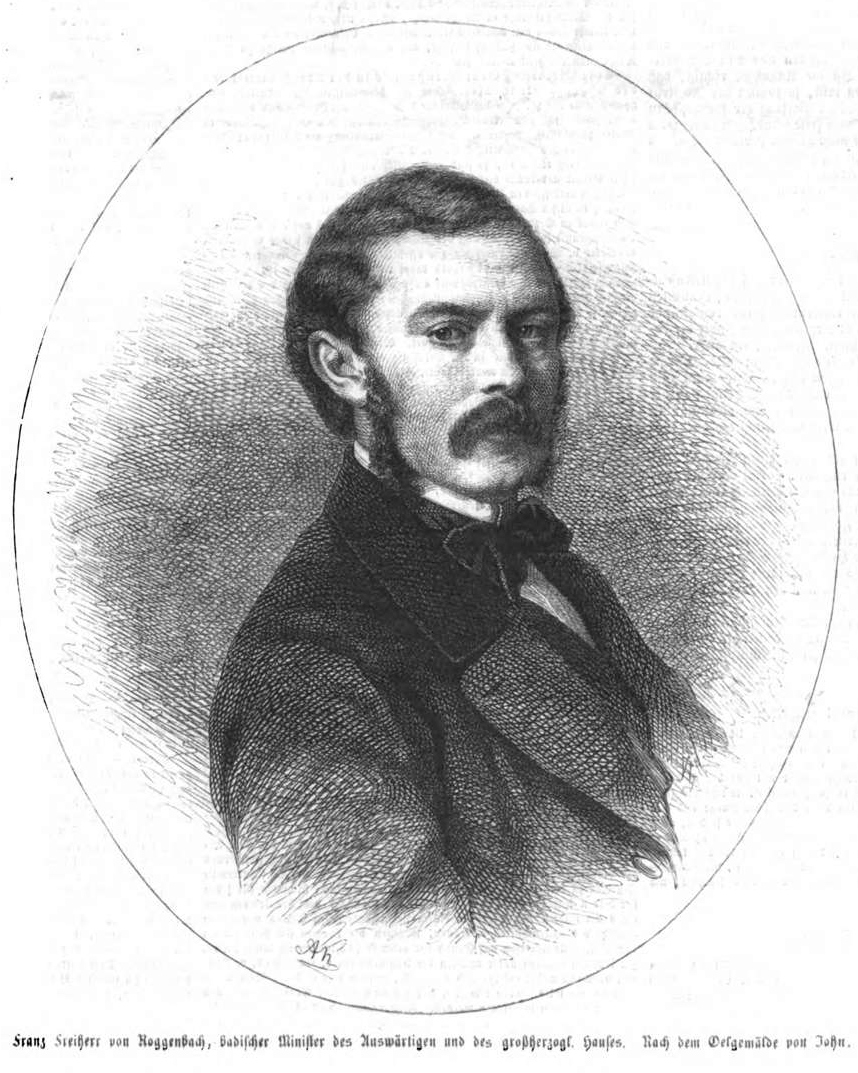
Franz Freiherr von Roggenbach, 1862. Grafik nach einem Gemälde von John.

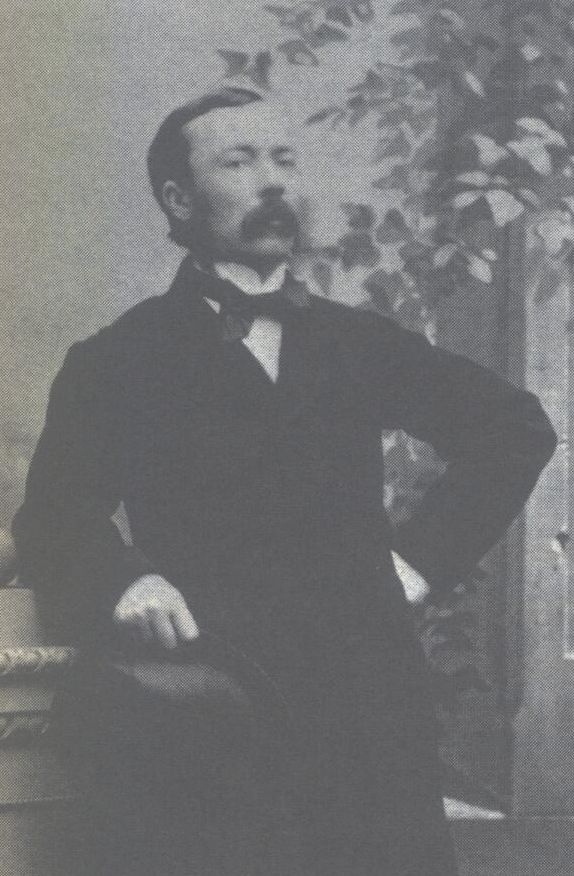
Franz von Roggenbach

Franz Freiherr von Roggenbach (* 23. März 1825 in Mannheim; † 25. Mai 1907 in Freiburg im Breisgau) war ein deutscher Politiker, der im Großherzogtum Baden wirkte.

## Leben
Franz von Roggenbach entstammte dem seit 1132 nachgewiesenen Geschlecht derer von Roggenbach. Er war Sohn des Generals Heinrich Adam von Roggenbach und der Gräfin Melanie von Walderdorff (6. August 1795 – 14. Mai 1868). Während seines Studiums wurde er 1843 Mitglied der Heidelberger Burschenschaft. Nach einem Jurastudium in Heidelberg war Roggenbach 1848/49 als Sekretär im Reichsaußenministerium in Frankfurt tätig. 1849–1851 arbeitete er in der badischen Gesandtschaft in Bonn, wo er mit Ernst Moritz Arndt in Kontakt kam.
Roggenbach lebte in Freiburg und auf Schloss Ehner-Fahrnau in Schopfheim.

### Im badischen Kulturkampf
Roggenbach war mit dem badischen Großherzog Friedrich I. befreundet und übte auf diesem Wege als Berater politischen Einfluss aus. So trug er dazu bei, dass im badischen Kulturkampf die vom Kabinett Stengel unterstützte Konvention mit der katholischen Kirche in der zweiten Kammer der badischen Ständeversammlung abgelehnt wurde und der Großherzog hierauf die von ihm vorher akzeptierte Konvention für verfassungswidrig erklärte. Generell bekämpfte Roggenbach den Ultramontanismus. Im weiteren Verlauf löste der Großherzog das Kabinett Stengel ab und Roggenbach wurde Minister.

### Der Minister
1861 wurde Roggenbach badischer Minister des großherzoglichen Hauses und der auswärtigen Angelegenheiten. Er kämpfte zusammen mit Julius Jolly für die deutsche Einigung unter preußischer Vorherrschaft, die sogenannte Kleindeutsche Lösung. 1863/64 war er zudem badischer Handelsminister. 1865 trat Roggenbach im Zuge der Schleswig-Holstein-Krise zurück.

### Der Abgeordnete
Von 1861 bis 1866 besaß er für den Wahlbezirk der Ämter Schopfheim und Kandern ein Mandat in der Zweiten Kammer der Badischen Ständeversammlung. Von 1868 bis 1870 gehörte er als Abgeordneter des Wahlkreises Baden 4 (Lörrach, Müllheim) dem Zollparlament an. 1871 bis 1874 war Roggenbach Mitglied der Reichstagsfraktion der Liberalen Reichspartei.

### Der Staatsmann ohne Staat
Franz von Roggenbach unterhielt gute Beziehungen zur Kaiserin Augusta, dem Kronprinzenpaar Friedrich und Victoria, sowie zu Albrecht von Stosch – einem Rivalen Bismarcks. Für diese Personen – wie für den badischen Großherzog – wirkte er als Berater und erstellte Denkschriften. Von Roggenbach, ein guter Freund des Fürstenhauses Wied, soll nach dem Tod des Fürsten Hermann zu Wied, dessen Witwe Fürstin Marie von Wied, geb.Nassau, in morganatischer Ehe geheiratet haben.

### Kurator der Reichsuniversität Straßburg
Nachdem infolge des Deutsch-Französischen Krieges von 1871 das Elsass an das Deutsche Reich abgetreten wurde, wurde in Deutschland vielfach die Neugründung der 1803 untergegangenen deutschen Universität in Straßburg gefordert. Am 24. Mai 1871 wurde diese Neugründung dann vom deutschen Reichstag beschlossen und Roggenbach wurde berufen die Leitung der Kommission zur Neugründung zu übernehmen. Auf Veranlassung Roggenbachs erhält Friedrich Heinrich Geffcken – ein Gegner Bismarcks – in Straßburg eine Professur für Völkerrecht und Staatswissenschaften. Bereits zu Ostern 1872 nimmt die Universität den provisorischen Lehrbetrieb auf und im Mai 1872 legt Roggenbach nach beendeter Arbeit seine Aufgabe als Kurator nieder.

## Ehrungen
1862 wurde ihm die Ehrenbürgerschaft der Stadt Offenburg verliehen.